# ماينارد أولسون
ماينارد أولسون (بالإنجليزية: Maynard Olson)‏ هو عالم حاسوب وعالم وراثة وأستاذ جامعي أمريكي، ولد في 2 أكتوبر 1943 في واشنطن العاصمة في الولايات المتحدة.